# Trnjani (Garčin)
Trnjani su naselje u općini Garčin, Brodsko-posavska županija. Trnjani su smješteni na obroncima Dilj gore, tj. Kukavice i rječice Brezne.

## Povijest Trnjana
U 17. stoljeću kroz Trnjane je prolazila glavna cesta Zagreb-Vinkovci te raskrižje Zadubravlje-Klokočevik. 
Trnjani su bili općina s naseljima Zadubravlje, Trnjanski kuti, Donja Vrba, Klokočevik, Vrhovina, Šušnjevci, Korduševci, Ježevik, Crni Potok te ranije Gornja Vrba i Ruščica.
Od institucija u Trnjanima bili su smještene: crkva Svetog Marka kao župa navedenih sela, evangelistička crkva ispostava Vinkovci, Šumarija Trnjani i Osnovna škola.
Cijelo selo u to vrijeme je bilo kako u privrednom tako i u kulturnom razvitku. Na polju kulture mnogo su doprinijela njemačka domaćinstva.
1939. – 1941. godine završena je komasacija zemljišta te se nakon toga poboljšava ratarska proizvodnja.
1941. ustaške su vlasti srušile seosku Srpsku pravoslavnu crkvu posvećenu rođenju presvete Bogorodice. Crkva je nakon rata obnovljena ali je ponovno srušena 27. kolovoza 1992. godine, uoči blagdana Velike Gospojine. Rušitelji su pogrešno mislili da se tada obilježava hramovna slava, iako se ona obilježavala na dan Male Gospojine.
1943. godine Trnjane je napustilo 35 obitelji njemačke nacionalnosti.
Od 1946. godine najviše se radilo na kulturno-sportskom polu. Osnovan je nogometni klub Jedinstvo-Slaven, te KUD Mićo Vitas danas LOVOR.
1950. je osnovana Poljoprivredna zadruga Trnjani, te Poljoprivredno dobro "DOLCI". Također se otvorila i veterinarska ambulanta, pošta i trgovina.
Sve do 1990. g. Trnjani su bili veliko kulturno-sportsko središte tako da se bilježe mnoga putovanja i nastupe KUD-a i NK Slaven (Italija, Njemačka, Poljska, Rusija, Čehoslovačka...)

## Trnjani danas
Nakon 14 godina KUD" LOVOR" nastavlja s tradicijom te ima već značajne nastupe od Brodskog kola, Đakovačkih vezova i mnogih drugih. U selu postoji i tamburaški orkestar koji ima 20 tamburaša, uglavnom mlađeg uzrasta. 
Mjesni odbor Trnjani pripao je općini Garčin. Mnogo toga se još može učiniti, krenuvši od
same infrastrukture (vodovod, kanalizacija, nogostupi itd.), pa do uređenja sportske dvorane koja je tijekom rata devastirana.

## Šport
U Trnjanima postoji nogometni klub NK Slaven Trnjani koji se natječe u 2. županijskoj nogometnoj ligi. Klub postiže zapažene rezultate, a svake godine održava memorijalni turnir.
Klub je 2003. uspostavio prijateljske veze s Hrvatima iz mađarskog sela Dušnoka, tako da Dušnočani svake godine od onda sudjeluju na Memorijalnom nogometnom turniru u spomen žrtvama Domovinskog rata, a zauzvrat nogometaši iz ovog mjesta svake godine gostuju u Dušnoku.

## Poznate osobe
- Marko Rothmüller, bariton, pijanist i skladatelj

## Stanovništvo
```
Popis 
1991.
```

Na popisu stanovništva 1991. godine naseljeno mjesto Trnjani je imalo 724 stanovnika, sljedećeg nacionalnog sastava:
| popis 1991.     | popis 1991.     | popis 1991. | popis 1991. | popis 1991. |
| --------------- | --------------- | ----------- | ----------- | ----------- |
|                 |                 |             |             |             |
| Srbi            | Srbi            |             | 45.02       | 45.02       |
| Hrvati          | Hrvati          |             | 44.47       | 44.47       |
| Jugoslaveni     | Jugoslaveni     |             | 6.62        | 6.62        |
| Mađari          | Mađari          |             | 0.13        | 0.13        |
| Poljaci         | Poljaci         |             | 0.13        | 0.13        |
| Slovaci         | Slovaci         |             | 0.13        | 0.13        |
| Crnogorci       | Crnogorci       |             | 0.13        | 0.13        |
| neopredijeljeni | neopredijeljeni |             | 1.65        | 1.65        |
| регион. опр.    | регион. опр.    |             | 0.27        | 0.27        |
| nepoznato       | nepoznato       |             | 1.38        | 1.38        |
| ukupno: 724     |                 |             |             |             |

| broj stanovnika | 355   | 378   | 441   | 578   | 622   | 750   | 620   | 665   | 641   | 691   | 694   | 659   | 708   | 724   | 857   | 786   | 697   |
|                 | 1857. | 1869. | 1880. | 1890. | 1900. | 1910. | 1921. | 1931. | 1948. | 1953. | 1961. | 1971. | 1981. | 1991. | 2001. | 2011. | 2021. |